# Aleksandre Schuschunaschwili
Aleksandre Schuschunaschwili (georgisch ალექსანდრე ჟუჟუნაშვილი, russisch Александр Иосифович Жужунашвили Alexander Iossifowitsch Schuschunaschwili; * 5. Dezember 1995 in Moskau) ist ein georgisch-russischer Eishockeyspieler, der seit 2016 bei Bakurianis Mimino in der georgischen Eishockeyliga spielt.

## Karriere
Aleksandre Schuschunaschwili, der als Sohn georgischstämmiger Eltern in der russischen Hauptstadt Moskau geboren wurde, begann seine Karriere in der russischen Nachwuchsliga Molodjoschnaja Chokkeinaja Liga B, wo er für den HK Odinzowo und den MHK Dmitrow auf dem Eis stand. 2016 wechselte er nach Georgien, wo er seither für Bakurianis Mimino in der georgischen Eishockeyliga spielt.

### International
Sein Debüt für die georgische Nationalmannschaft gab Schuschunaschwili bei der Weltmeisterschaft der Division III 2018. Er erzielte in fünf Spielen zehn Tore und gab neun Vorlagen und war damit sowohl Torschützenkönig, als auch bester Vorbereiter und Topscorer und wurde auch zum besten Stürmer des Turniers gewählt. Damit trug er maßgeblich zum erstmaligen Aufstieg der Georgier in die Division II bei. Dort spielte er dann bei den Weltmeisterschaften 2019, als er zum besten Spieler seiner Mannschaft gewählt wurde, und 2022. Zudem vertrat er seine Farben bei der Olympiaqualifikation für die Winterspiele in Mailand 2026.

## Erfolge und Auszeichnungen
- 2018 Aufstieg in die Division II, Gruppe B, bei der Weltmeisterschaft der Division III
- 2018 Bester Stürmer, Topscorer, Torschützenkönig und bester Vorbereiter bei der Weltmeisterschaft der Division III
- 2022 Aufstieg in die Division II, Gruppe A, bei der Weltmeisterschaft der Division II, Gruppe B